# Bella Shmurda
Abiola Ahmed Akinbiyi, né le 27 janvier 1996, connu professionnellement sous le nom de Bella Shmurda, est un chanteur et auteur-compositeur nigérian originaire d'Ikorodu à Lagos . Il se fait connaître en 2019 avec la sortie de la chanson «Vision 2020», ainsi qu'avec un remix qui a été réalisé en collaboration avec le rappeur nigérian Olamide. Il est également le leader de Dangbana Republik, un collectif de créatifs à Lagos qui contribue à la communauté et à des actions humanitaires.

## Biographie

### Jeunesse et carrière
Bella Shmurda est issu d'une famille polygame d'Ikorodu et est le dernier enfant d'une fratrie de 10 enfants. Son parcours dans les arts commence dès son plus jeune âge en faisant partie de la fanfare de son école primaire et d'une troupe de danse culturelle. Il grandit à Ikorodu, poursuit ses études secondaires à Badagry, puis obtiendi une licence en histoire et relations internationales à l'Université d'État de Lagos,,.
Il attire l'attention du public avec son premier single «Vision 2020», qui suscite l'intérêt du rappeur nigérian Olamide, qui réalise un remix de la chanson. Poco Lee, un danseur et ami proche de Bella Shmurda, réalise une vidéo avec la chanson, ce qui l'a rendue virale et attire l'attention d'Olamide, qui  invite Bella Shmurda dans son studio pour un remix. Le soutien reçu par Bella Shmurda l'encouragé à sortir son premier EP «High Tension» en janvier 2020,.
Il sort plusieurs autres chansons en 2020 qui mettent en avant son talent dans le domaine de l'afrobeats, dont une en collaboration avec le rappeur Zlatan, intitulée «Cash App», . En 2020, il est nommé pour le prix Next Rated aux Headies 2020. Il remporté les prix «Next Rated Male»  et «Street Music of the Year»  aux City People Entertainment Awards, et a également est nommé dans la catégorie  «Révélation de l'année»  en 2020,,.
En 2021, lors des Global Music Awards Africa, qui se sont tenus virtuellement au Ghana, il remporte deux prix : celui de la «Collaboration mondiale de l'année»  et «Chanson mondiale la plus populaire de l'année»,,.
Également en 2021, il est le seul bénéficiaire nigérian parmi vingt-sept artistes de quatorze pays à être admis dans le programme YouTube Foundry, facilité chaque année par YouTube Music, pour accéder et exploiter des ressources visant au développement des artistes afin de lancer leur musique à une portée mondiale plus large, de créer un impact plus important et de promouvoir un large éventail du patrimoine musical.
À la suite de sa percée dans l'industrie de la musique afrobeats en 2021, Bella Shmurda est invité à participer à un épisode de la série d'interviews musicales africaines «This is Africa» facilitée par la BBC. De plus, en 2021, Bella Shmurda est nommé pour le prix «Next Rated» aux Headies Awards. En juin 2021, il fait sa première apparition à l'O2 Arena au Royaume-Uni en tant qu'artiste invité lors du concert «Made in Lagos» de Wizkid,,.
En mars 2023, il sort son premier single de l'année, «Ara (Gen Gen Tin)», après le lancement de son album. Son single «Philo» en collaboration avec Omah Lay sort de son premier album «Hypertension» en octobre 2022 et a attiré l'attention à l'échelle mondiale, incitant le rappeur sud-africain Nasty C à réaliser un remix de la chanson sorti en mars 2023. Pour sa troisième sortie de l'année, il collabore avec Tiwa Savage sur un single intitulé «NSV», sorti en mai 2023 et produit par Krizbeatz,.

## Philanthropie à travers Dangbana Republik
En octobre 2021, Bella Shmurda réagit à une vidéo virale montrant un élève de maternelle interprétant une chanson d'Olamide et de lui-même intitulée «Triumphant», extraite de l'album "Carpe Diem" d'Olamide. Il choisit de parrainer l'enfant en lui offrant une bourse d'études élémentaires, qui est effective à partir novembre 2021,.
Aussi, le jour de son anniversaire en janvier 2022, il déclare qu'à travers son collectif, il lancerait un programme visant à nourrir mille personnes démunies de la communauté d'Ojo, où il a grandi, chaque année à l'occasion de son anniversaire.

## Discographie

### EP et Album
| Année | Titre                  | Piste |
| ----- | ---------------------- | --- |
| 2020  | High Tension (EP),     | 1. Ginger Me (Intro) 2. Omnipotent 3. Liquor 4. Sho mo mi 5. Amope 6. Vision 2020 7. Upgrade |
| 2021  | High Tension 2.0 (EP), | 1. Out There 2. World 3. Soldier Go 4. Far Away 5. Lako 6. Rush 7. Party Next Door 8. Champion |
| 2022  | Hypertension (Album),  | 1. New Born Fela 2. Ase 3. Contraband 4. Loose It ft. Simi 5. Oh Oh Oh 6. Converse ft. Phyno 7. Fire 8. Lagos City 9. Level Up 10. Philo ft Omah Lay 11. Nakupenda ft BackRoad Gee,Not3s,L.A.X 12. No Other ft. Victony 13. Man of the Year 14. Addicted 15. So Cold ft. Popcaan |

### Singles
| Année | Titre de la chanson       | Producteur            | Album                |
| ----- | ------------------------- | --------------------- | -------------------- |
| 2019  | Vision 2020               | ID Cabasa             |                      |
| 2019  | Upgrade                   |                       |                      |
| 2019  | Only You                  | BYLinx                |                      |
| 2020  | Omnipotent                | Saint Khor            | High Tension EP      |
| 2020  | Sho Mo Mi                 |                       | High Tension EP      |
| 2020  | Dangbana Orisa            | Rexxie                |                      |
| 2020  | Cash App                  | Dopestiks             |                      |
| 2021  | Rush                      | LarryLanes            | High Tension 2.0 EP  |
| 2021  | World                     | SB tha Producer       | High Tension 2.0 EP  |
| 2021  | So Cold ft. Popcaan       | Linton White          | Hypertension (Album) |
| 2021  | No Caution ft. Seyi Vibez | LarryLanes            |                      |
| 2021  | Party Next Door           | Vibez Ace             |                      |
| 2022  | My Friend                 | Niphkeys              |                      |
| 2022  | Many Things               | Fancybeats            |                      |
| 2022  | Fvck Off                  | Niphkeys & LarryLanes |                      |
| 2022  | New Born Fela             | Fancybeats            | Hypertension (Album) |
| 2022  | Philo ft. Omah Lay        | Krizbeatz             | Hypertension (Album) |
| 2023  | Philo Remix ft. Nasty C   | Krizbeatz             |                      |
| 2023  | NSV ft. Tiwa Savage       | Krizbeatz             |                      |

### Apparitions
| Année | Titre                                                                      | Producteur | Album         |
| ----- | -------------------------------------------------------------------------- | ---------- | ------------- |
| 2020  | "Triumphant" (featuring Olamide),                                          |            | Carpe Diem    |
| 2020  | "Fade Away" (featuring Davido)                                             |            | A Better Time |
| 2021  | "Jackpot" (featuring Crayon)                                               |            | Twelve A.M    |
|       | "Back 2 Back" (featuring Rexxie)                                           |            |               |
| 2023  | "DOG EAT DOG II" (Odumodublvck featuring Cruel Santino, and Bella Shmurda) |            | À venir       |